# Aginský burjatský autonomní okruh

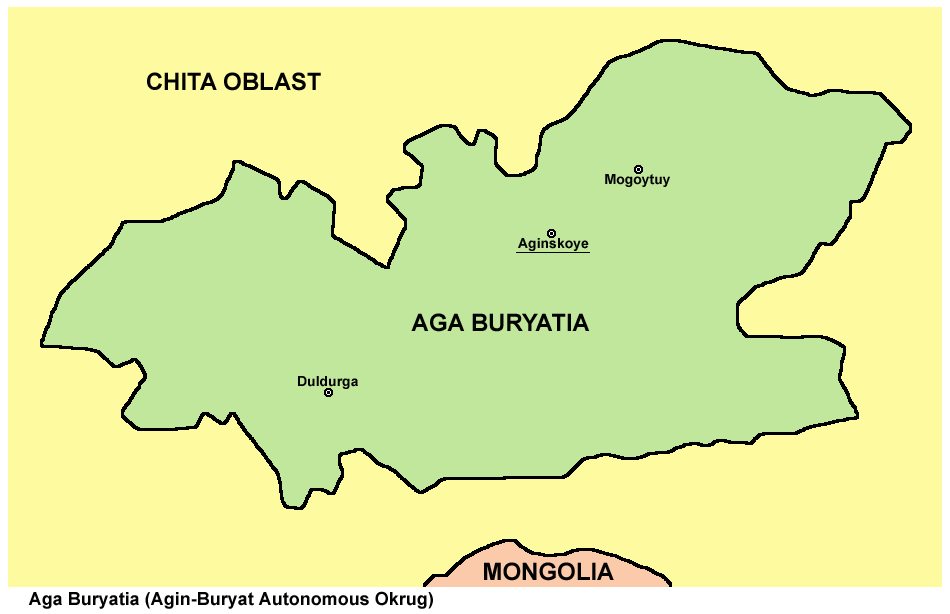
Mapa Aginského burjatského AO

Aginský burjatský autonomní okruh (rusky Аги́нский-Буря́тский автоно́мный о́круг, burjatsky Агын Буряадай автономито округ) byl federální subjekt Ruské federace (autonomní okruh v Čitské oblasti). Administrativním centrem bylo sídlo městského typu Aginskoje – nemá status města, administrativně se jedná o „sídlo“ (посёлок, posjolok).

## Historie
Autonomní okruh byl ustanoven dne 26. září 1937. 1. března 2008 byl sloučen s Čitskou oblastí do Zabajkalského kraje.

## Oblastní symboly

### Vlajka
Vlajka Aginského burjatského autonomního okruhu byla tvořena listem o poměru stran 2:3 se třemi svislými pruhy (modrým, žlutým a bílým). V horním, žerďovém, rohu byl (uprostřed modrého pruhu) žlutý ideogram Sojombo. Ideogram byl vysoký 1/3 a průměr kruhu byl 1/6 šířky vlajky.

## Obyvatelstvo
Etnické skupiny:
Přestože se obyvatelé ve sčítání v roce 2002 přihlásili k 54 různým etnickým skupinám, dvě z nich výrazně převládají, a to Burjati (62,5 %) a etničtí Rusové (35,1 %). Tataři s 390 obyvateli (0,5 %) jsou třetí největší etnickou skupinou v regionu, avšak se značným odstupem.
|         | Sčítání 1959    | Sčítání 1970    | Sčítání 1979    | Sčítání 1989    | Sčítání 2002    |
| ------- | --------------- | --------------- | --------------- | --------------- | --------------- |
| Burjati | 23 374 (47,6 %) | 33 117 (50,4 %) | 35 868 (52,0 %) | 42 362 (54,9 %) | 45 149 (62,5 %) |
| Rusové  | 23 857 (48,6 %) | 28 966 (44,0 %) | 29 098 (42,1 %) | 31 473 (40,8 %) | 25 366 (35,1 %) |
| Ostatní | 1 878 (3,8 %)   | 3 685 (5,6 %)   | 4 069 (5,9 %)   | 3 353 (4,3 %)   | 1 698 (2,4 %)   |

Statistiky (2005)
- Narození: 1234 (porodnost 16,7)
- Zemřelí: 901 (úmrtnost 12,2)

V první polovině roku 2007 byla porodnost 18,5.

## Průmysl a zemědělství
Chová se skot a ovce. Průmysl těžební, zpracování zemědělských plodin, obohacování rudy tantalu. Těžba dřeva.